# Мульфинген
Мульфинген (нем. Mulfingen) — община в Германии, в земле Баден-Вюртемберг. 
Подчиняется административному округу Штутгарт. Входит в состав района Хоэнлоэ. Подчиняется управлению „Краутайм“.  Население составляет 3718 человек (на 31 декабря 2010 года). Занимает площадь 80,08 км².
Коммуна подразделяется на 8 сельских округов.